# Uroobovella zairensis
Uroobovella zairensis es una especie de arácnido del orden Mesostigmata de la familia Urodinychidae.

## Distribución geográfica
Se encuentra en la República Democrática del Congo.